# Yann Kitala
Yann Kitala (* 9. April 1998 in Paris) ist ein kongolesisch-französischer Fußballspieler, der beim Le Havre AC in der Ligue 1 unter Vertrag steht.

## Karriere

### Verein
Kitala begann seine fußballerische Ausbildung 2004 beim Paris FC. Nach sieben Jahren wechselte er im Sommer 2011 zu INF Clairefontaine, ehe er nach zwei Jahren von dort in die Jugendakademie von Olympique Lyon wechselte. Dort spielte er bereits 2015/16 einmal in der UEFA Youth League für die A-Junioren. In der Saison 2016/17 war er dort Stammspieler, spielte sechsmal und kam auch schon zu Einsätzen für das viertklassige Zweitteam. Anschließend kam er nur noch für die zweite Mannschaft in der National 2 zum Zug. Ende Sommer 2019 wurde er dann an den Zweitligisten FC Lorient ausgeliehen. Dort gab er am siebten Spieltag sein Profidebüt, als er gegen Clermont Foot bei einem 2:0-Sieg eingewechselt wurde. Anfang Februar 2020 (22. Spieltag) schoss er bei seinem ersten Startelfeinsatz gegen den FC Sochaux sein erstes Tor, als sein Team 4:0 gewann. Kitala spielte bei Lorient zehn von 23 möglichen Ligaspielen, schoss dabei zwei Tore und verhalf somit dem Verein zum Aufstieg als Meister in die Ligue 1.
Nach seiner Rückkehr wechselte er im Sommer 2020 zum Zweitligisten und vormaligen Ligakonkurrenten FC Sochaux. Dort traf er im ersten Saisonspiel, musste jedoch nach einem Zusammenprall mit Donovan Léon ausgewechselt werden und fiel die gesamte Saison 2020/21 aus. Zur Spielzeit 2021/22 war er wieder fit und spielte wettbewerbsübergreifend 32 Spiele, in denen er sechsmal traf. Den Aufstieg in die Ligue 1 verpasste man in der Relegation nur knapp.
Anschließend verließ er Sochaux und unterschrieb im Sommer 2022 beim Le Havre AC. Hier kam er 2022/23 32 Mal zum Zug, schoss zwei Tore, bereitete fünf Treffer vor und stieg erneut als Meister in die Ligue 1 auf. Am letzten Tag der Sommertransferperiode 2023 wechselte der Spieler für ein Jahr auf Leihbasis zu Almere City.

### Nationalmannschaft
Im Oktober 2015 kam Kitala zu einem Spiel für die U17-Nationalmannschaft der DR Kongo.

## Erfolge
FC Lorient
- Meister der Ligue 2 und Aufstieg in die Ligue 1: 2020

Le Havre AC
- Meister der Ligue 2 und Aufstieg in die Ligue 1: 2023